# Minoru Ōta
Minoru Ōta (大田実?, Ōta Minoru; Prefettura di Chiba, 7 aprile 1891 – Okinawa, 13 giugno 1945) è stato un ammiraglio giapponese, attivo durante la seconda guerra mondiale.
Si arruolò nella Marina imperiale giapponese nel 1913 e si specializzò in artiglieria navale, quindi a metà anni venti fu istruttore presso l'Accademia e si fece anche una conoscenza di base in ingegneria navale. Fu assegnato due volte allo stato maggiore della 1ª Flotta di spedizione, operante in Cina: la seconda fu in concomitanza con l'incidente di Shanghai del 1932. Fino alla fine del 1936 fu istruttore alla Scuola d'artiglieria navale e, in quel periodo, divenne capitano di fregata. L'anno successivo ebbe il primo comando in mare, la petroliera Tsurumi, ma, alla fine del decennio, confluì nella branca terrestre della Marina imperiale; come capitano di vascello comandò in successione un reparto delle Kaigun Tokubetsu Rikusentai (KTR) e uno addetto alla difesa costiera. Alla fine del 1941 fu riassegnato alla Cina con ruoli di stato maggiore e di coordinazione, ma dopo pochi mesi fu richiamato in Giappone e nel maggio 1942 prese il comando di una Forza combinata delle KTR incaricata di occupare l'atollo di Midway – operazione cancellata dopo la sconfitta nipponica a giugno. Dopo un breve servizio nel 2º e 3º Distretto navale, fu promosso contrammiraglio e messo a capo dell'8ª Forza combinata KTR a novembre: comandò l'agguerrita unità nella campagna della Nuova Georgia (estate 1943) e ne condivise le vicissitudini nei continui e pericolosi trasferimenti marittimi tra le isole Salomone. A fine anno fu richiamato dal fronte e comandò per alcuni mesi un reparto di presidio a Kavieng; rientrò in Giappone nel febbraio 1944. Un anno più tardi divenne comandante di tutte le forze della Marina sull'isola di Okinawa, che combatterono aspramente in specie nella prima metà del giugno 1945, nella penisola di Oroku. Alla conclusione della sanguinosa lotta Ōta si suicidò e fu promosso postumo a viceammiraglio.

## Biografia

### Inizio della carriera
Minoru Ōta nacque il 7 aprile 1891 nella prefettura di Chiba. In giovane età s'iscrisse all'Accademia navale di Etajima, studiò nella 41ª classe e si diplomò il 19 dicembre 1913, sessantaquattresimo su 118 allievi; ottenne il brevetto di aspirante guardiamarina e fu imbarcato sull'incrociatore corazzato Azuma per effettuare la crociera d'addestramento all'estero. Tornato in Giappone fu trasferito l'11 agosto 1914 alla nave da battaglia Kawachi e il 1º dicembre, a bordo di questa unità, ebbe riconosciuta la qualifica di guardiamarina. Fu sbarcato il 30 giugno 1915 e posto in stato di attesa per quasi quattro mesi; solo il 27 ottobre fu assegnato alla moderna nave da battaglia Fuso per continuare l'addestramento iniziale. Il 1º dicembre 1916 intraprese il Corso base alla Scuola di artiglieria navale presso Yokosuka e, in contemporanea, fu promosso sottotenente di vascello; tuttavia, per cause non esposte dalle fonti, non riuscì a completare il corso e il 14 novembre 1917 fu messo in stato di attesa una seconda volta. Solo il 20 settembre 1918 fu informato dell'assegnazione al 1º Distretto navale con quartier generale proprio a Yokosuka e, il 1º dicembre, poté riprendere gli studi stavolta al Corso base della Scuola siluristi, che finì con successo. Il 23 maggio 1919 tornò ad affrontare il Corso base dell'artiglieria e riuscì a passarlo dopo sette mesi, quindi il 1º dicembre dello stesso anno fu riassegnato al Corpo marinai del 3º Distretto navale, che aveva il proprio comando a Sasebo.

### Gli anni venti e trenta
Il 1º luglio 1920 Ōta fu investito provvisoriamente della posizione di istruttore nel 3º Distretto, che tenne per cinque mesi. Il 1º dicembre, ricevuta la nomina a tenente di vascello, cominciò il Corso avanzato alla Scuola d'artiglieria navale, superato dopo un anno esatto e seguito dall'immediata assegnazione al nuovo incrociatore da battaglia Hiei: a bordo di questa unità, che agiva da ammiraglia di una divisione, Ōta poté accumulare una preziosa esperienza nell'utilizzo dei grandi calibri navali e proseguì la sua crescita militare sulla Fuso, cui fu destinato una seconda volta il 13 agosto 1923. Il 1º dicembre 1924 fu riassegnato al 1º Distretto navale con mansioni generiche per un anno; il 1º dicembre 1925 iniziò a lavorare come istruttore sia alla Scuola d'artiglieria, sia all'Accademia d'ingegneria navale e, un anno più tardi, fu promosso a capitano di corvetta per i risultati conseguiti. In ogni caso mantenne ancora a lungo il doppio incarico e solo il 10 dicembre 1928 ebbe una prima assegnazione a una formazione navale complessa, la 1ª Flotta di spedizione operante nelle acque cinesi: Ōta fu integrato come assistente nello stato maggiore. Tornò a terra il 25 settembre 1929 inquadrato nel personale del Distretto navale di Sasebo ma, già il 1º novembre, fu trasferito a quello di Yokosuka dove assunse il comando di un reparto del Corpo marinai, oltre a prendere posto come istruttore.
Il 1º giugno 1930 nuovi ordini tolsero Ōta dalle funzioni di istruttore per farne uno dei principali responsabili dell'addestramento in artiglieria. Il 2 novembre 1931 fu direttamente riassegnato alla Scuola d'artiglieria come istruttore; tuttavia il precipitare della situazione a Shanghai, dove i contrasti tra Tokyo e l'instabile Repubblica nazionalista cinese erano sfociati in un grave incidente, fece sì che lo stato maggiore generale rimandasse Ōta allo stato maggiore della 1ª Flotta di spedizione, di nuovo come assistente: l'esperienza di guerra si concluse il 20 aprile ed egli tornò al precedente compito alla Scuola d'artiglieria. Ebbe la promozione a capitano di fregata il 1º dicembre dello stesso anno e rimase nell'istituto per altri quattro. Soltanto il 1º dicembre 1936 si sistemò su una nave da guerra, la nave da battaglia rimodernata Yamashiro, della quale divenne vicecomandante, ma in quel periodo l'unità visse una carriera normale, senza eventi particolari. Ōta lasciò la corazzata per assumere il suo primo comando, la petroliera di squadra Tsurumi, il 16 ottobre 1937 e, all'inizio di dicembre, fu concordemente elevato al grado di capitano di vascello. Probabilmente impegnato nel teatro di guerra cinese in compiti ausiliari, Ōta cedette il comando il 10 agosto 1938 e fece rapporto allo stato maggiore generale, che lo collocò in attesa di incarico. Il 20 gennaio 1939 divenne comandante della 6ª Forza da sbarco speciale "Kure" e seguì, il 1º aprile, l'assunzione del comando della 6ª Unità di difesa: era un reparto statico, demandato a difendere tratti di costa o stretti marittimi nelle acque nazionali mediante batterie d'artiglieria, mine e strumentazioni per il rilevamento di sommergibili. Ōta continuò a servire a terra e, dal 15 aprile 1939, ricoprì il doppio incarico di istruttore presso il Corpo marinai del 2º Distretto navale (Kure) e di vicecomandante del medesimo Corpo.

### La seconda guerra mondiale

#### 1940-1943
Ōta tornò sul continente asiatico il 1º novembre 1941 per operare con la Flotta dell'area cinese: entrò a far parte dello stato maggiore di questa grande unità come assistente e, con lo stesso ruolo, anche dello stato maggiore di una delle componenti, la 1ª Flotta di spedizione cinese. Inoltre divenne capo di un ufficio tecnico temporaneo a Kankō, nella colonia di Corea. Fece ritorno in Giappone il 15 gennaio 1942 e si presentò al 1º Distretto navale, che lo mise in attesa di incarico; passò con il medesimo status amministrativo allo stato maggiore generale il 28 aprile che, in capo a pochi giorni, lo nominò comandante dell'appena costituita 2ª Forza da sbarco speciale combinata (1º maggio). Assieme al distaccamento del colonnello Kiyonao Ichiki formò un corpo di spedizione forte di 5 000 uomini che, secondo i piani dell'ammiraglio Isoroku Yamamoto, avrebbe dovuto occupare l'atollo di Midway nei primi giorni di giugno. Ōta e le sue truppe furono sistemati, con gli effettivi dell'Esercito, su un convoglio di quindici navi trasporto, che si portò a Saipan: qui si trovava anche la scorta, la 2ª Squadriglia cacciatorpediniere. Questa formazione salpò il 28 maggio e si riunì in alto mare con una squadra d'appoggio per lo sbarco; tuttavia la battaglia aeronavale del 4-6 giugno si risolse nella sconfitta giapponese. La 2ª Forza fu sciolta il 1º luglio e Ōta, che era tornato direttamente in Giappone, fu momentaneamente assegnato al 2º Distretto navale prima di assumere il comando del 2º Corpo marinai di Sasebo, il 10 agosto. Durante la mansione in questa posizione marginale fu promosso contrammiraglio il 1º novembre. Dieci giorni più tardi gli fu notificata la partenza per Rabaul, per prendere il posto di assistente allo stato maggiore dell'8ª Flotta che si occupava delle operazioni navali nel settore isole Salomone-arcipelago di Bismarck. Familiarizzò così con il difficile teatro operativo del Pacifico sud-occidentale prima di assumere il comando, il 20 novembre, dell'8ª Forza speciale da sbarco combinata.

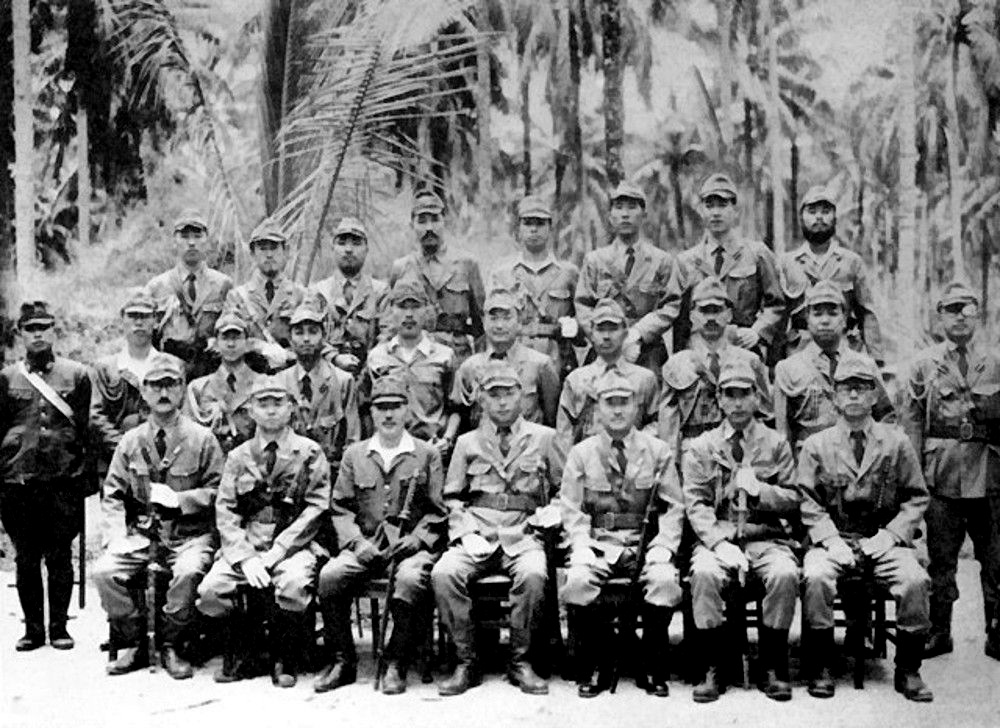
Ufficiali comandanti delle forze giapponesi nelle Salomone: in prima fila, secondo da sinistra, siede Ōta; alla sua sinistra ci sono poi il generale Sasaki e il viceammiraglio Tomoshige Samejima, comandante dell'8ª Flotta

Sulla frastagliata isola della Nuova Georgia i giapponesi avevano costruito l'aeroporto di Munda, nella propaggine sud-occidentale; un secondo aerodromo era in funzione a Vila, nella piana meridionale della vicina isola di Kolombangara. Dopo importanti riunioni tra i vertici della Marina e dell'Esercito, fu deciso che la prima avrebbe difeso le Salomone centrali con l'appoggio di unità dell'Esercito, che al contrario concentrò le proprie forze a Bougainville. Ōta ebbe istruzioni di schierare presso i due aeroporti le proprie truppe e di collaborare con l'omologo dell'Esercito presente sul posto, il maggior generale Minoru Sasaki, posto al comando dell'8ª Flotta. L'8ª Forza combinata giunse nelle Salomone dopo la fine della campagna di Guadalcanal ed era costituita dalla 7ª Forza speciale "Yokosuka", dall'8ª Forza speciale "Kure" e dalla 4ª Forza speciale "Maizuru", la quale però non fece in tempo a essere trasportata via mare prima che la campagna della Nuova Georgia iniziasse. Ōta stanziò il grosso della 8ª Forza "Kure" nella penisola dei Dragoni a nord dell'aeroporto, a guardia dell'insenatura detta Port Bairoko; piazzò una compagnia sull'isola di Rendova, due plotoni sulla costa sud della Nuova Georgia e una compagnia in una baia protetta dell'isola di Vangunu, a sud-est. Concentrò invece la "Yokosuka" a Vila e sistemò il proprio quartier generale a Munda. Nel corso della campagna le forze statunitensi seguirono un approccio graduale: sbarcarono in più punti, in giorni diversi, per consolidare le posizioni e avanzare da più direzioni sull'aeroporto. Gli avamposti a Rendova e Vangunu caddero rapidamente, ma il tragitto verso Munda fu duramente contestato dalle forze di Sasaki; la fanteria navale rimase attestata nella penisola a nord, vigilando sull'arrivo di rinforzi dalla vicina Kolombangara. Combatté poi strenuamente contro la 25ª Divisione fanteria, in arrivo da sud, e contro un battaglione di marine e uno dell'United States Army che erano sbarcati a nord-ovest: la resistenza fu particolarmente ostinata poiché Bairoko rappresentava un'importante via di fuga verso Kolombangara, dato che l'aeroporto di Munda era stato infine occupato dagli statunitensi intorno al 5 agosto. In ogni caso, meglio armati e meglio piazzati, i marinai della "Kure" riuscirono a bloccare nella giungla le unità statunitensi e coprirono una riuscita ritirata a Kolombangara. All'inizio di agosto pure Ōta e Sasaki erano riusciti a sfuggire al blocco navale statunitense e riattivare i rispettivi quartier generali a Vila, dove la guarnigione contava oltre 12 000 uomini. Il viceammiraglio William Halsey, tuttavia, evitò Kolombangara e sbarcò le sue forze a Vella Lavella, quasi indifesa, e tagliò fuori le truppe nipponiche. Fu così riattivato il Tokyo Express che, tra la fine di settembre e il 3 ottobre, trasse in salvo poco meno di 10 000 effettivi dall'area di Vila, il cui aeroporto era ormai devastato; Ōta seguì la sua 8ª Forza combinata a Bougainville, dove peraltro fu concentrata la gran parte degli evacuati. Per gli ultimi mesi del 1943 ci sono poche informazioni dalle fonti: si sa per certo che rimase alla testa dei fanti di marina fino al 1º dicembre e, probabilmente, comandava parte delle truppe navali situate nella porzione meridionale di Bougainville e nelle isole Shortland (6 800 effettivi). In ogni caso queste forze ubbidivano agli ordini del tenente generale Harukichi Hyakutake, che le mantenne nelle loro posizioni anche dopo l'avvenuto sbarco di marine a Capo Torokina (1º novembre), liquidato come un diversivo. A quella data, comunque, Ōta fu informato di essere stato nominato comandante della 14ª Forza da presidio ausiliaria, stanziata nella Nuova Irlanda; riuscì ad abbandonare Bougainville per Rabaul e, da lì, si spostò a Kavieng dove aveva sede il quartier generale.

#### 1944-1945 e il suicidio

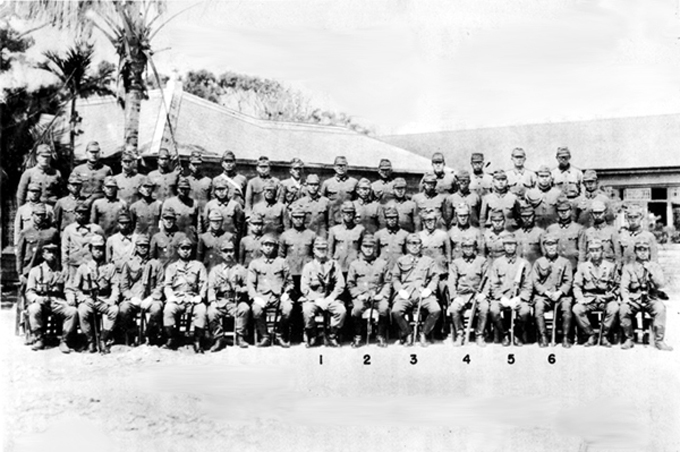
Il generale Ushijima (2), lo stato maggiore della 32ª Armata (3-6 le personalità principali) e il resto degli ufficiali incaricati di difendere Okinawa: Ōta (1) è seduto alla destra del generale

La Nuova Irlanda, così come Rabaul, fu evitata e isolata dal sempre più possente schieramento statunitense. Il 10 febbraio 1944 Ōta lasciò il comando e tornò in Giappone, in attesa di incarico da parte dello stato maggiore; il 20 marzo fu nominato comandante in contemporanea del Corpo marinai e dell'Unità di guardia di Sasebo, mansioni che esercitò per quasi un anno. Solo il 20 gennaio 1945 tornò al fronte nella veste di responsabile della 4ª Unità di scorta navale, che si trovava sull'isola di Okinawa, divenuta uno scudo per le altre isole metropolitane nipponiche. Ōta ebbe pure il comando della Forza di presidio dell'area di Okinawa, che il 25 febbraio 1945 fu amalgamata alla precedente. Operativamente agli ordini del tenente generale Mitsuru Ushijima, comandante della 32ª Armata, il contrammiraglio disponeva di 10 500/poco più di 9 000 effettivi; solo il 35% di costoro erano militari veri e propri: il resto erano civili della 4ª Unità, marinai rimasti a terra senza navi o personale dell'aeronautica. Ōta concentrò quasi tutte le sue forze nella penisola di Oroku, adiacente alla capitale Naha, e distaccò solo un modesto numero di uomini nella base di Unten-ko, nella penisola di Motobu molto più a nord. Lì si trovavano numerosi battelli suicidi, sommergibili tascabili e qualche altra nave minore ma, dietro disposizioni di Ushijima, spostò quasi tutti i piccoli scafi alle isole Kerama, a nord-ovest della penisola di Oroku, con lo scopo di impiegarli di sorpresa contro la flotta anfibia statunitense. In realtà le isolette furono le prime a essere investite dall'esercito americano a fine marzo, che le impiegò come base di rifornimento intermedia, per concentrarvi ospedali e artiglieria. Tutti i battelli esplosivi caddero intatti nelle mani statunitensi. Anche se non bene addestrati, i reparti di Ōta disponevano di una batteria di mortai da 81 mm e di due battaglioni indipendenti con mitragliatrici Type 93 da 13,2 mm e cannoni automatici Type 96 da 25 mm, impiegabili contro bersagli aerei o terrestri. Gli ufficiali, inoltre, avevano recuperato quante più mitragliatrici possibile dai velivoli nipponici distrutti sugli aeroporti di Okinawa e, pertanto, la guarnigione di Oroku poteva sviluppare un elevato volume di fuoco.

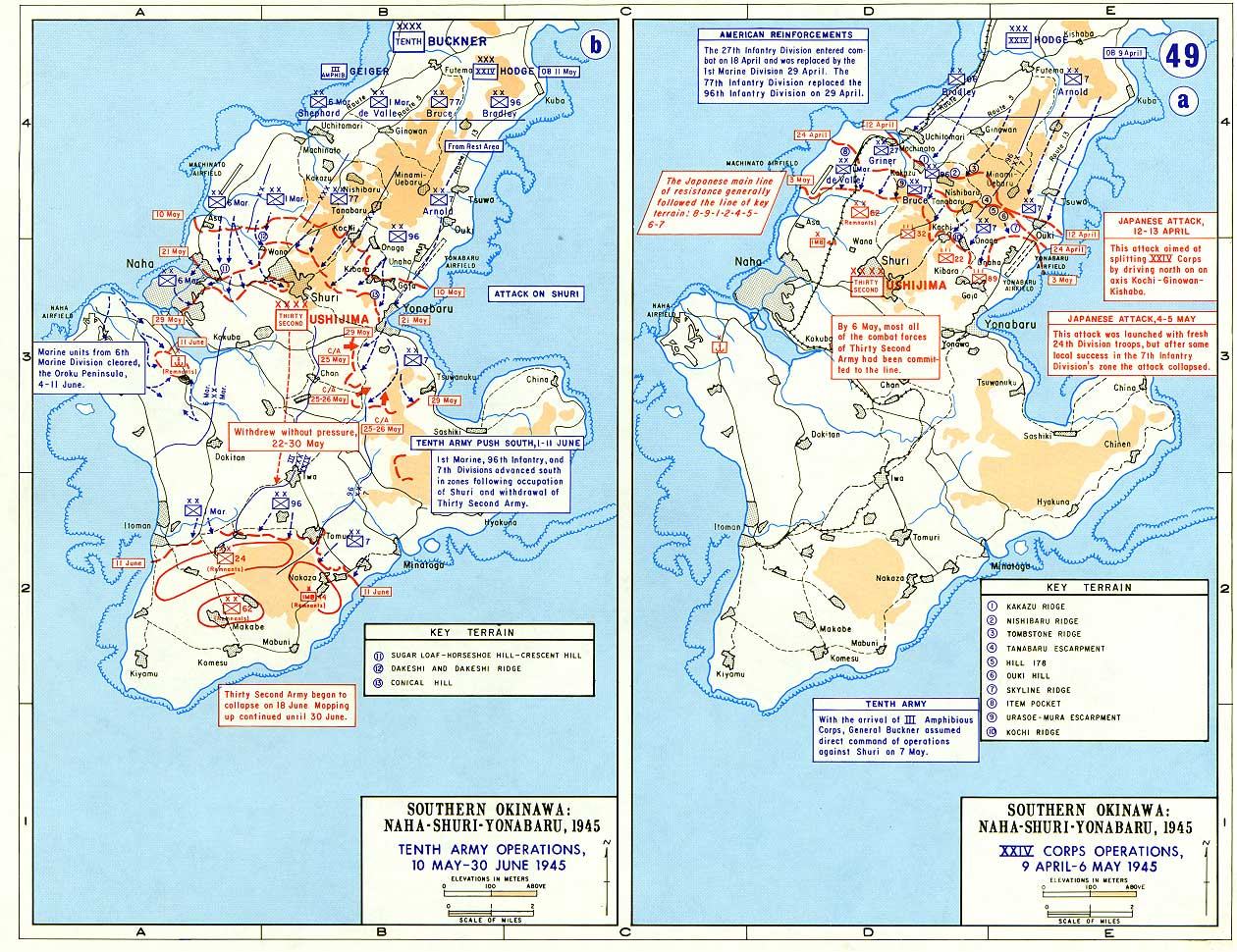
Doppia carta della parte sud di Okinawa: a destra la linea di difesa di Shuri e la disposizione delle forze nipponiche; a sinistra l'avanzata statunitense in giugno investe anche la penisola di Oroku, dove è indicata la sacca contenente gli ultimi fanti di marina

Lo sbarco statunitense, condotto con gran spiegamento di mezzi e uomini, avvenne il 1º aprile. Tra l'8 e il 26 del mese la 6ª Divisione marine eliminò progressivamente i giapponesi trincerati nella penisola di Mobotu: Unten-ko fu catturata il 10, ma parte della locale guarnigione navale ripiegò nelle alture al centro della penisola e combatté fino all'ultimo uomo con i soldati dell'esercito. All'inizio di maggio il generale Ushijima optò per una controffensiva dal meridione dell'isola, dove era concentrata la 32ª Armata, per cercare di disarticolare il fronte avversario; Ōta fu chiamato a fornire quattro battaglioni per formare una riserva atta a sfruttare lo sfondamento (e che rimasero, poi, nei ranghi dell'armata). Preparò inoltre sbarchi notturni: uno sulla costa occidentale a Oyama, alle spalle della 1ª Divisione marine, con 700 uomini del 26º Reggimento del genio, e un secondo a est, dietro la 7ª Divisione con un'unità composita di circa 500 effettivi (23º Reggimento genio e 27º Gruppo d'assalto). Questi reparti avrebbero dovuto infiltrarsi e creare scompiglio nelle retrovie statunitensi, quindi riunirsi ai reggimenti dell'esercito al centro di Okinawa. L'attacco nipponico si sviluppò tra il 3 e il 5 maggio e fallì sanguinosamente, pur infliggendo perdite pesanti alle divisioni statunitensi. Gli sbarchi laterali si risolsero in una carneficina: le variegate e vulnerabili flottiglie, localizzate da una pattuglia di LVT e rivelate da proietti illuminanti, furono bersagliate dall'artiglieria a terra o di alcuni cacciatorpediniere; gli sbarchi avvennero nei luoghi sbagliati e le truppe navali furono massacrate sulle spiagge dal 1º Reggimento marine e dai soldati della 7ª Divisione, praticamente senza lasciare superstiti. Per il resto del mese la 10ª Armata statunitense mantenne la pressione sulla linea difensiva di Shuri e riuscì a infrangerla il 29, occupando al contempo Naha; la penisola di Oroku venne così a trovarsi in prima linea e Ōta ebbe ordine di resistere a oltranza, così da permettere l'ordinato ripiegamento delle altre forze ancora più a sud. La battaglia sulla penisola contro la 6ª Divisione marine iniziò il 4 giugno con lo sbarco americano sul lato sud-occidentale di Oroku e un'operazione anfibia sulla costa settentrionale, dove il fiume Asa Gawa la separava da Naha; non appena si spinsero verso l'interno, però, i marine cozzarono contro la guarnigione navale giapponese, che si appoggiava a un sistema di fortificazioni in grotte nelle alture calcaree: pur avendo subito numerose perdite a causa dello spaventoso bombardamento preliminare, Ōta oppose una resistenza feroce e i combattimenti furono particolarmente violenti. Tuttavia egli sapeva che, isolato com'era e senza rifornimenti, non avrebbe potuto tenere le posizioni indefinitivamente. Già il 6 giugno aveva inviato un messaggio agli alti comandi a Tokyo: descrisse la situazione generale della battaglia sull'isola e si premurò di puntualizzare che «[...] da quando siamo entrati in contatto con il nemico[,] in completa armonia con l'Esercito, abbiamo compiuto ogni sforzo per sconfigger[lo] [...] Le truppe al mio comando hanno combattuto coraggiosamente secondo le migliori tradizioni della Marina giapponese». Spiegò anche che le oggettive difficoltà e la carenza di armamento pesante avevano reso impossibile il suo compito, adducendole come scusante nei confronti dell'imperatore Hirohito, ed espresse il desiderio ai propri superiori di dare conforto e aiuto alle famiglie dei suoi uomini, destinati a morte certa. Nei giorni seguenti le forze superstiti della 4ª Unità di scorta furono premute in una sacca attorno al quartier generale, e il 12 giugno i marine abbatterono l'ultima linea di difesa organizzata. Ōta inoltrò una comunicazione finale a Ushijima:
Il giorno successivo tre battaglioni di marine rastrellarono la penisola di Oroku e Ōta si suicidò nel suo posto di comando sotterraneo, imitato dagli ufficiali del proprio stato maggiore e da circa 200 feriti, poiché le gallerie erano state adibite a improvvisato ospedale da campo. Lasciò un breve componimento poetico, che recitava:
Come possiamo gioire della nostra nascita
se non morendo di una morte onorevole
sotto la bandiera dell'Imperatore.
Ebbe, postuma, la promozione al grado di viceammiraglio.

## Famiglia
Ōta si sposò ed ebbe figli. Tra costoro, Taosa Ochiai seguì le orme paterne e prestò servizio nella postbellica Kaijō Jieitai, andando in pensione come contrammiraglio. Nel giugno 2012 partecipò a una cerimonia commemorativa a Okinawa, nel corso della quale gli furono restituite le insegne del padre: erano state prese dai marine che avevano esplorato il quartier generale navale e messe in esposizione dall'ente Battle of Okinawa Historical Organization, a Camp Kinser (una delle basi stabilite dagli Stati Uniti sull'isola, dopo la resa del Giappone). Taosa cedette la bandiera al museo che gestisce le visite e la cura del complesso sotterraneo, dove è in mostra. Nel 1932 nacque la quartogenita Akiko, la quale ebbe una discendenza: uno dei suoi nipoti è australiano.

## Onorificenze
Dati tratti da: